# Identificación de partículas

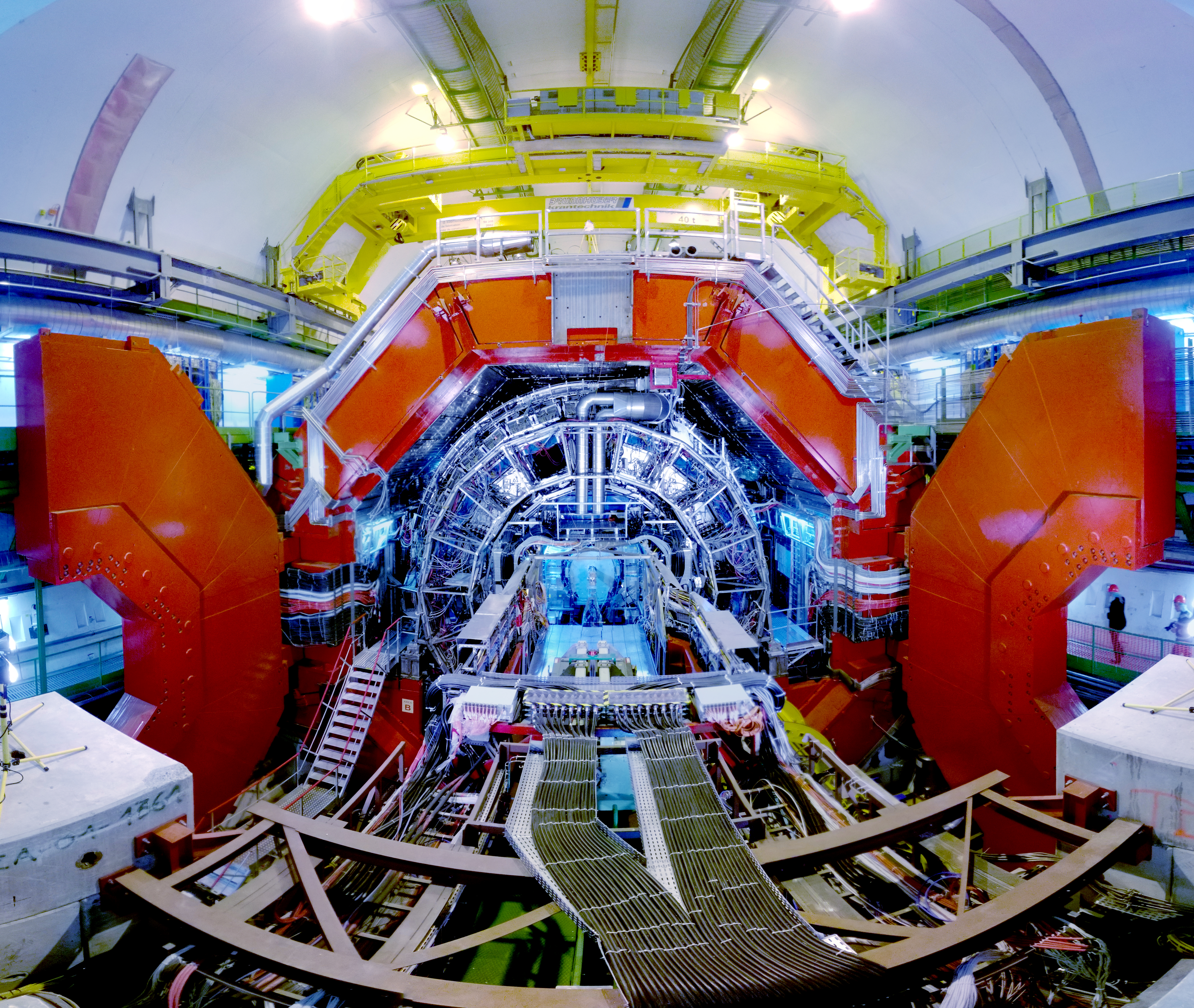
El detector ALICE del LHC es utilizado para la identificación de partículas

La identificación de partículas es el proceso mediante el cual se utiliza la información producida por el paso de una partícula por un detector de partículas para así determinar su tipo. La identificación de partículas trata de reducir las señales de ruido de fondo e incrementar la resolución de las identificaciones, y es esencial para la realización de muchos análisis en los detectores de partículas.

## Partículas cargadas
Las partículas cargadas pueden ser identificadas mediante numerosas técnicas. Todas ellas están basadas en la medida del momento de la partícula en una cámara de rastreo combinada con las mediciones de su velocidad para así inferir la masa de la partícula cargada, y por lo tanto su identidad.

### Ionización específica
Las partículas cargadas pierden energía en su materia debido a la ionización de acuerdo con una tasa basada en su velocidad. La pérdida de energía por unidad de distancia es designada generalmente dE/dx. La pérdida de energía es medida bien por detectores específicos o bien en cámaras de rastreo que también permiten la medición de la pérdida de energía. La cantidad de energía que se pierde en una capa fina de material esta sujeta a grandes fluctuaciones, con lo que la determinación de dE/dx fiables requiere un gran número de mediciones. Las mediciones individuales de los extremos de alta y baja energía son descartadas.

### Tiempo de vuelo
Los analizadores o detectores de tiempo de vuelo determinan la velocidad de las partículas cargadas mediante la medición del tiempo que requieren para desplazarse entre el punto de interacción hasta el analizador de tiempo de vuelo, o entre dos analizadores. La capacidad de distinguir entre tipos de partículas disminuye cuando la velocidad de la partícula se acerca a su valor máximo posible, la velocidad de la luz, y por ello es solo eficaz para identificar partículas con un Factor de Lorentz reducido.

### Detectores de Cherenkov

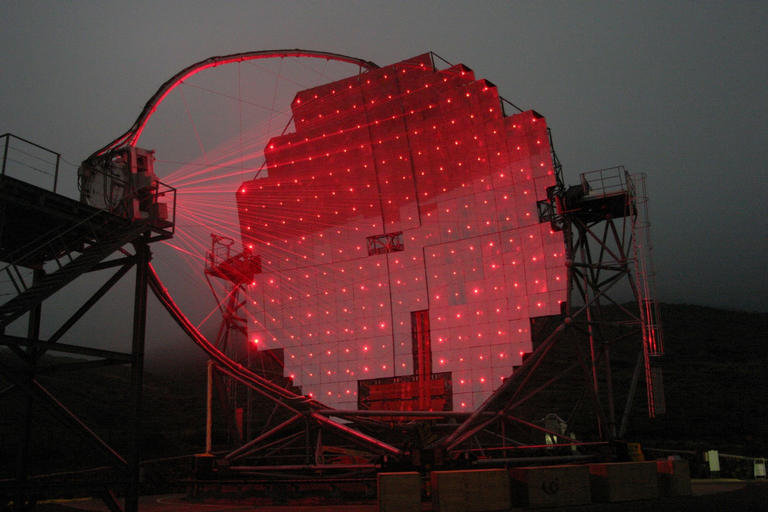
Los telescopios Cherenkov (en la imagen, MAGIC) permiten detectar la radiación de Cherenkov de la atmósfera.

La radiación de Cherenkov es emitida por las partículas cuando pasan por un material (llamado radiador) con una velocidad superior a c/n, donde c es la velocidad de la luz en el vacío y n es el índice de refracción del material. El ángulo de los fotones respecto a la dirección de la partícula cargada depende de la velocidad. Existen detectores de Cherenkov de formas y configuraciones variadas.

## Fotones
Los fotones pueden ser identificados porque dejan toda su energía en los calorímetros electromagnéticos de los detectores, pero no aparecen en las cámaras de rastreo (como las del detector interno del experimento ATLAS) porque son neutros. Un pión neutro que decae en el interior del calorímetro electromagnético puede replicar este efecto.

## Electrones
Los electrones aparecen como una pista en el detector interior y depositan toda su energía en el calorímetro electromagnético. La energía depositada en el calorímetro debe coincidir con el momento medido en la cámara de rastreo.

## Muones
Los muones penetran en la materia más allá que otras partículas cargadas, y gracias a ello pueden ser identificados por su presencia en los detectores de posición más externa. En el detector global del Experimento_ATLAS, las dimensiones totales del dispositivo están definidas por los espectrómetros de muones externos, que son capaces de detectar sus momentos con gran exactitud. Este sistema de muones está compuesto por ocho bobinas toroidales rellenas de aire, que producen un campo magnético mayoritariamente ortogonal a la trayectoria de los muones. De esta manera, se reduce la degradación de la resolución debido a la dispersión múltiple.

## Partículas Tau
La identificación de partículas Tau requiere la diferenciación entre el estrecho jet producido por la decadencia hadrónica de la partícula tau de los jets ordinarios de los quarks.

## Neutrinos
Los neutrinos no interaccionan con los detectores de partículas, y por lo tanto se escapan de las medidas. Su presencia puede ser inferida por el desequilibrio del momento entre las partículas visibles en un evento. En los colisionadores de electrones y positrones, el momento del neutrino en las tres dimensiones y la energía del neutrino pueden ser reconstruidas. La reconstrucción de la energía del neutrino requiere de una identificación precisa de las partículas cargadas. En los colisionadores de hadrones, solo es posible determinar el momento transversal a la dirección del haz de hadrones.

## Hadrones neutrales
Los hadrones neutrales pueden ser identificados a veces usando calorímetros. En particular, es posible identificar los antineutrones y KL0s. Los hadrones neutrales también pueden ser identificados en colisionadores de electrones y positrones de la misma manera que los neutrinos.

## Quarks pesados
El etiquetado de sabores de los quarks identifica el sabor de quark del cual proviene un jet. El etiquetado de b-jets, que sirve para identificar quarks fondo, es el ejemplo más notorio de esta técnica.
El etiquetado de b-jets está basado en el hecho de que el quark fondo es el más pesado de los quarks implicados en la desintegración hadrónica (los quarks cima son más pesados, pero para que estén presentes en una desintegración es necesario previamente producir una partícula "más pesada" que pueda desintegrarse en un quark cima). Esto implica que el quark fondo tiene un periodo de vida corto, y es posible buscar su vértice de desintegración en el rastreador interno. Además de ello, sus productos de desintegración son transversales al haz de partículas, resultando en una alta multiplicidad de jets. El etiquetado de Quarks encantados usando técnicas similares también es posible, pero extremadamente difícil debido a su reducida masa. Etiquetar jets de quarks más ligeros es sencillamente imposible, ya que debido al fondo QCD, existen demasiados jets indistinguibles.